# 朱莉娅·波利尼
朱莉娅·波利尼（義大利語：Giulia Pollini，1988年3月8日—），意大利女子赛艇运动员。她曾代表意大利参加世界赛艇锦标赛，获得二枚铜牌，均来自女子轻量级四人双桨项目。